# Radio Dreyeckland (Elsass)

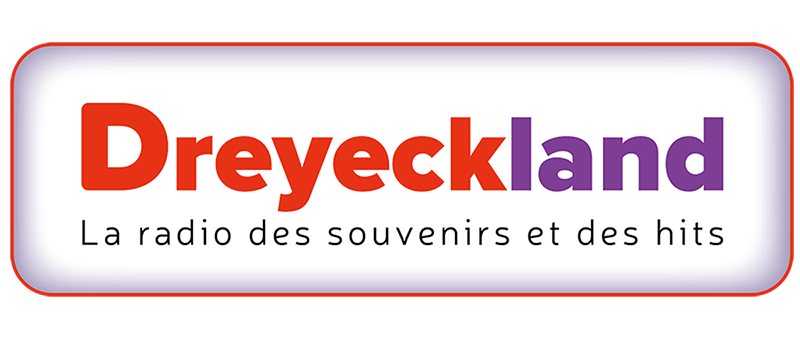

Das Radio Dreyeckland ist ein elsässischer privater Hörfunksender aus Mülhausen, der mit dem Slogan „La radio des alsaciens“ (Das Radio der Elsässer) wirbt.
Der Sender ist im Nordelsass (Département Bas-Rhin) auf den Frequenzen 91,3 MHz (Sender Straßburg-Süd) und 101,9 MHz und im Oberelsass (Département Haut-Rhin) auf den Frequenzen 96,4 MHz und 104,6 MHz empfangbar.
Mit dem Begriff Dreyeckland ist das Dreiländereck Deutschland – Frankreich – Schweiz gemeint.

## Geschichte und Programm
Radio Dreyeckland ist der Nachfolgesender von Radio Verte Fessenheim, welches sich gegen das Kernkraftwerk Fessenheim wehrte, und bei dem auch Moderatoren aus der Schweiz und dem Südbadischen mitmachten. Laut der Medienchronik Nordwestschweiz nennt sich das ehemalige Radio Verte Fessenheim seit April 1981 Radio Dreyeckland.
Aus dem Anti-Kernkraft-Radio wurde ein vielseitiger Links-Alternativ-Grüner Kultursender für das Dreiländereck mit verschiedenen Studios und Senderstandorten. Man hat sich auch in der Schweiz und in Deutschland um Sendelizenzen beworben. In der Schweiz gab es keine, in Deutschland erst 1988, woraus dann Radio Dreyeckland (Freiburg im Breisgau) hervorging.
Da die Schweizer Fraktion keine Lizenz erhielt, teilte sie sich noch bis in die 1990er Jahre die Frequenz und den Senderstandort mit Dreyeckland Südelsass, hatte aber ein eigenes kleines Studio in Saint Louis.
Im Verlaufe der 1990er Jahre wurde dann das Studio in Saint Louis aufgegeben. Die Basler Sendungen wurden erst seltener, bis sie dann ganz eingestellt wurden. Die Schweizer sind seither bei keinem Radio Dreyeckland mehr beteiligt.
Radio Dreyeckland Südelsass hat sich seither zu einem kommerziellen Musiksender weiterentwickelt, und den Hauptsenderstandort vom Großen Belchen (frz. Grand Ballon) auf den Belvedere bei Mülhausen verlegt, dabei aber die Frequenz 104.6 beibehalten.
Bei Colmar gibt es weiterhin das Radio Dreyeckland Libre, welches ein separates Programm ausstrahlt und eher dem ursprünglichen Geist von Radio Verte Fessenheim entspricht.